# Rottenführer
Rottenführer (abréviation Rttf) est un grade dans la Schutzstaffel (SS), l'organisation paramilitaire du parti nazi. Créé en 1932, il était en fait aussi bien utilisé dans la SS que dans la Sturmabteilung (SA). Il pourrait se traduire par « chef d'équipe ». Bien que le Rottenführer dirige une escouade de 5 à 7 personnes, il n'est pas considéré au rang de sous-officiers.
Rottenführer était également un grade dans les Jeunesses hitlériennes où ce rang été considéré comme un titre junior de « chef de peloton ». Le grade d'Oberrottenführer (en) a également existé, mais a été seulement employé dans les Jeunesses hitlériennes.

## Création et statut

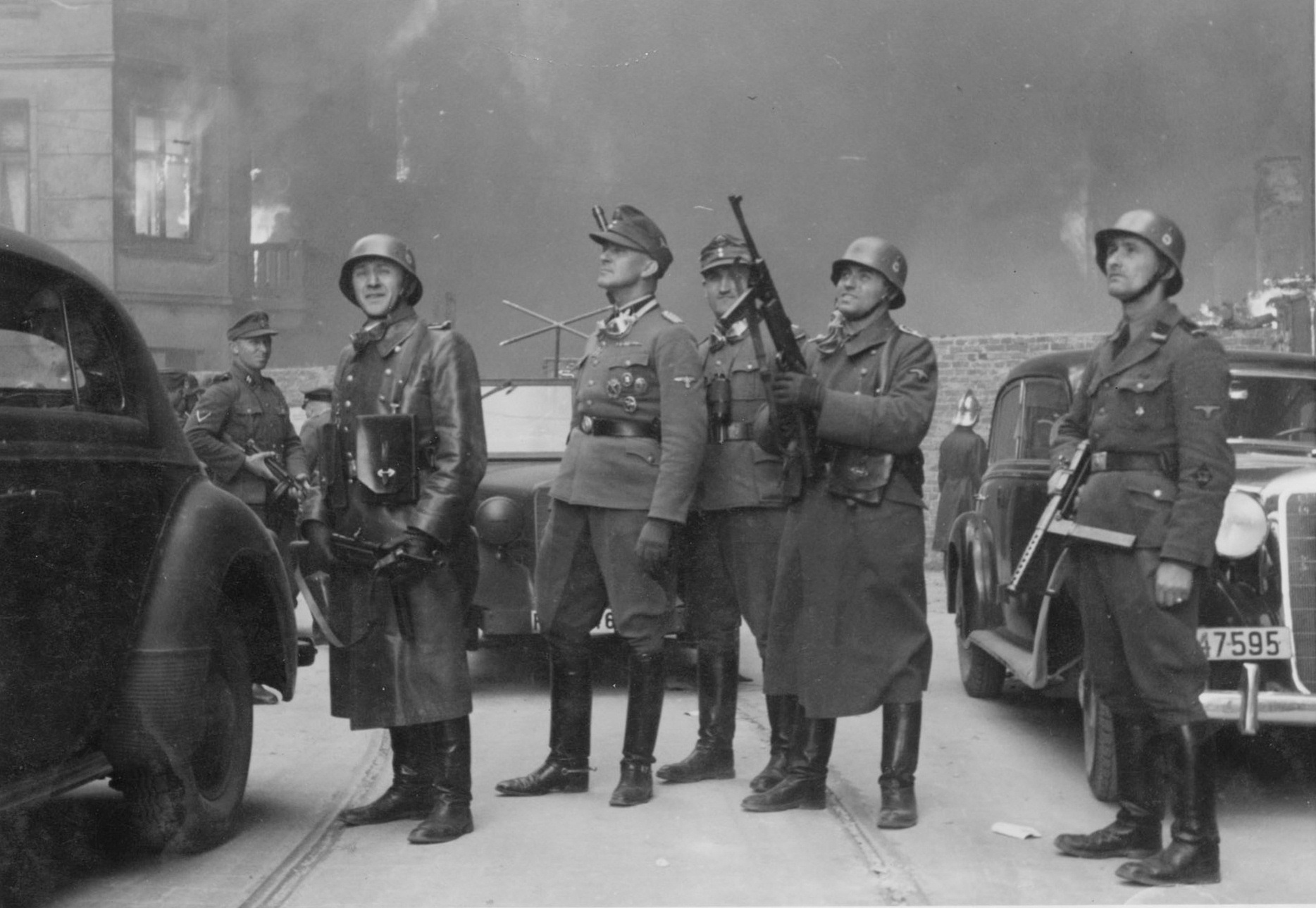
Le soldat à droite (probablement Josef Blösche) est un rottenführer

Le grade est d'abord établi dans la SA du fait de l'expansion de l'organisation. Les grades de la SS étant originellement copiés sur ceux de la SA, le grade de rottenführer s'est naturellement transmis d'une organisation à l'autre.
Le rottenführer avait pour rôle de commander une petite équipe (rotten en allemand) de cinq à sept personnes et qui pouvait comprendre du personnel paramilitaire. Le chef direct du rottenführer était l'unterscharführer, qui dirigeait des équipes de sept à quinze personnes. Après 1934, une restructuration de la SS fait du rottenführer un sous-unterscharführer. Dans la SA, le grade se maintient jusqu'à la dissolution de l'organisation.
Un rottenführer n'était pas considéré comme un sous-officier malgré le nombre d'hommes qu'il était amené à diriger. Lorsque le détenteur de ce grade désirait être promu, il avait à passer un examen et faire état de ses capacités dans le combat. Durant ce temps, le rottenführer était appelé Unterführer-Anwärter (en français aspirant sergent). Les rottenführer voulant intégrer la Waffen-SS pouvaient demander à accéder au grade de Junker.

## Insignes du grade deRottenführerde la Waffen-SS
L'insigne de ce grade consiste en quatre bandes argentées cousues sur un fond noir. Sur les uniformes de terrain gris, les chevrons d'obergefreiter étaient également portés aux manches.

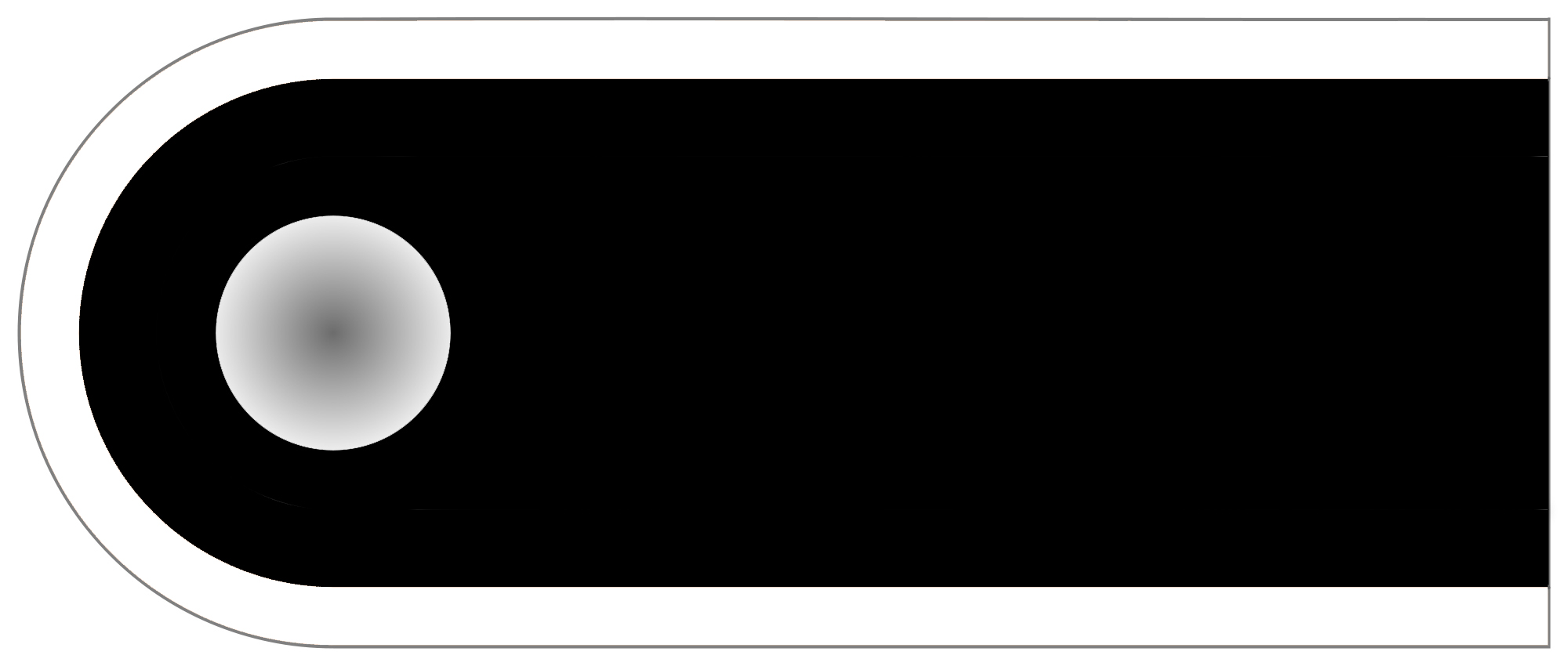
Insigne d'épaule sur la veste croisée feldgrau (tous les autres militaires du rang de OR-1 à OR-3 de la Waffen-SS)
Insigne de col
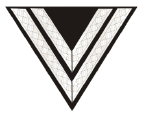
Insigne de manches

## Équivalence
- Wehrmacht : Obergefreiter
- Armée française : caporal-chef